# Harry Schmidt (Holzschnitzer)
Harry Schmidt (* 1. September 1927 in Bermsgrün; † 12. Juli 2003) war ein deutscher Holzschnitzer.

## Leben
Der Sohn eines Landwirtschaftsbesitzers und Waldarbeiters besuchte von 1934 bis 1944 die Volksschule in Bermsgrün und wurde von seinem Großvater an den Umgang mit Holz herangeführt. Von 1942 bis 1946 lernte er in der Eißengießerei Voigtmann in Schwarzenberg den Beruf Modelltischler, schloss seine Lehre aber durch die Auswirkungen des Zweiten Weltkriegs nicht ab. Er arbeitete zunächst als Geselle und war von 1948 bis 1955 durch eine Lungentuberkuloseerkrankung Invalide. Nach dem Besuch mehrerer Schnitzmeisterlehrgänge in Schneeberg war er von 1953 bis 1960 Leiter der Gemeinschaft Bermsgrüner Schnitzer, von 1955 bis 1959 selbstständiger Schnitzer und ab 1960 halbtags angestellter Lehrer an der in diesem Jahr gegründeten Bermsgrüner Schnitzschule. 1987 richtete er auf seinem Grundstück in Bermsgrün eine Erzgebirgische Volkskunststube genannte Dauerausstellung seiner Schnitzereien und Aquarelle ein. Schmidt war seit 1952 mit seiner Frau Christa verheiratet, mit der er zwei Söhne hatte. Er starb 2003 nach schwerer Krankheit. Seit 2014 sind seine Arbeiten im Museum Perla Castrum in der Stadt Schwarzenberg im Erzgebirge in der Dauerstellung zu sehen.

## Auszeichnungen und Ehrungen
- Staatspreis für künstlerisches Volksschaffen (1963)
- Ehrenbürger der Stadt Schwarzenberg (2001)